# Вокінгем (боро)

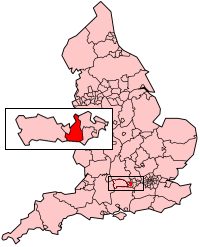
Унітарна одиниця на мапі Англії

51°24′39″ пн. ш. 0°50′05″ зх. д. / 51.410833333333° пн. ш. 0.83472222222222° зх. д.
Во́кінгем (англ. Wokingham) — унітарна одиниця зі статусом району (англ. borough) в Англії, в церемоніальному графстві Беркшир. Адміністративний центр — місто Вокінгем.

## Історія
Вокінгем був утворений 1 квітня 1974 року шляхом об'єднання міського району Вокінгем і сільського району Вокінгем. 1 квітня 1998 року була скасована рада графства Беркшир, і Вокінгем став унітарною адміністративною одиницею. Статус району був отриманий 2007 року, після поданої Королеві петиції.

## Географія
Унітарна одиниця займає територію 178 км² і межує на сході з унітарними одиницями Віндзор і Мейденгед, Брекнелл Форест, на півдні з церемоніальним графством Гемпшир, на заході з унітарними одиницями Західний Беркшир і Редінг, на північному заході з церемоніальним графством Оксфордшир, на півночі з церемоніальним графством Бакінгемшир.